# IC 5330
IC 5330 — галактика типу * (зірка) у сузір'ї Риби.
Цей об'єкт міститься в оригінальній редакції індексного каталогу.